# Cauvigny
Cauvigny ist eine französische Gemeinde mit 1.675 Einwohnern (Stand: 1. Januar 2022) im Département Oise in der Region Hauts-de-France. Die Gemeinde liegt im Arrondissement Beauvais und ist Teil der Communauté de communes Thelloise und des Kantons Chaumont-en-Vexin. Die Bewohner werden Mavais(es) genannt.

## Geographie
Die Gemeinde im Pays de Thelle mit den Ortsteilen Fayel, Fercourt, Bonvillers, Les Caillerets, Château Rouge und Les Terriers liegt rund sieben Kilometer westlich von Mouy und fünf Kilometer südöstlich von Noailles. Von 1880 bis 1949 wurde sie von der Bahnlinie Chemin de fer de Hermes à Beaumont (mit Meterspur) bedient (Haltepunkt Cauvigny-Novillers).

## Geschichte
Im Jahr 1070 wird der Ort als Cauvignacum genannt.

## Einwohner
| 1962 | 1968 | 1975 | 1982 | 1990 | 1999 | 2006 | 2011 |
| ---- | ---- | ---- | ---- | ---- | ---- | ---- | ---- |
| 808  | 759  | 743  | 933  | 1107 | 1199 | 1377 | 1458 |

## Verwaltung

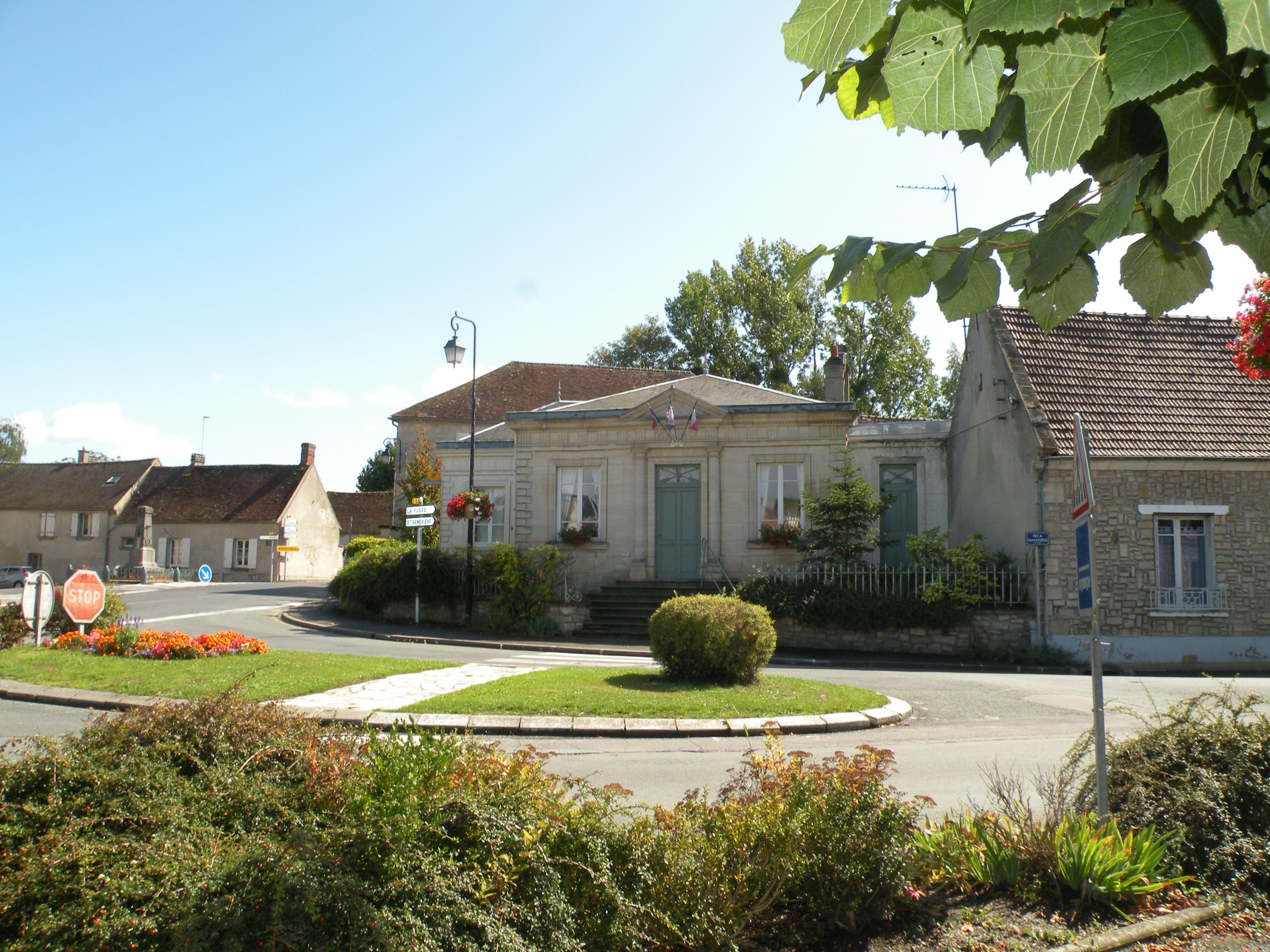
Die Mairie

Bürgermeister (maire) ist seit 2014 Michel Druez.

## Sehenswürdigkeiten

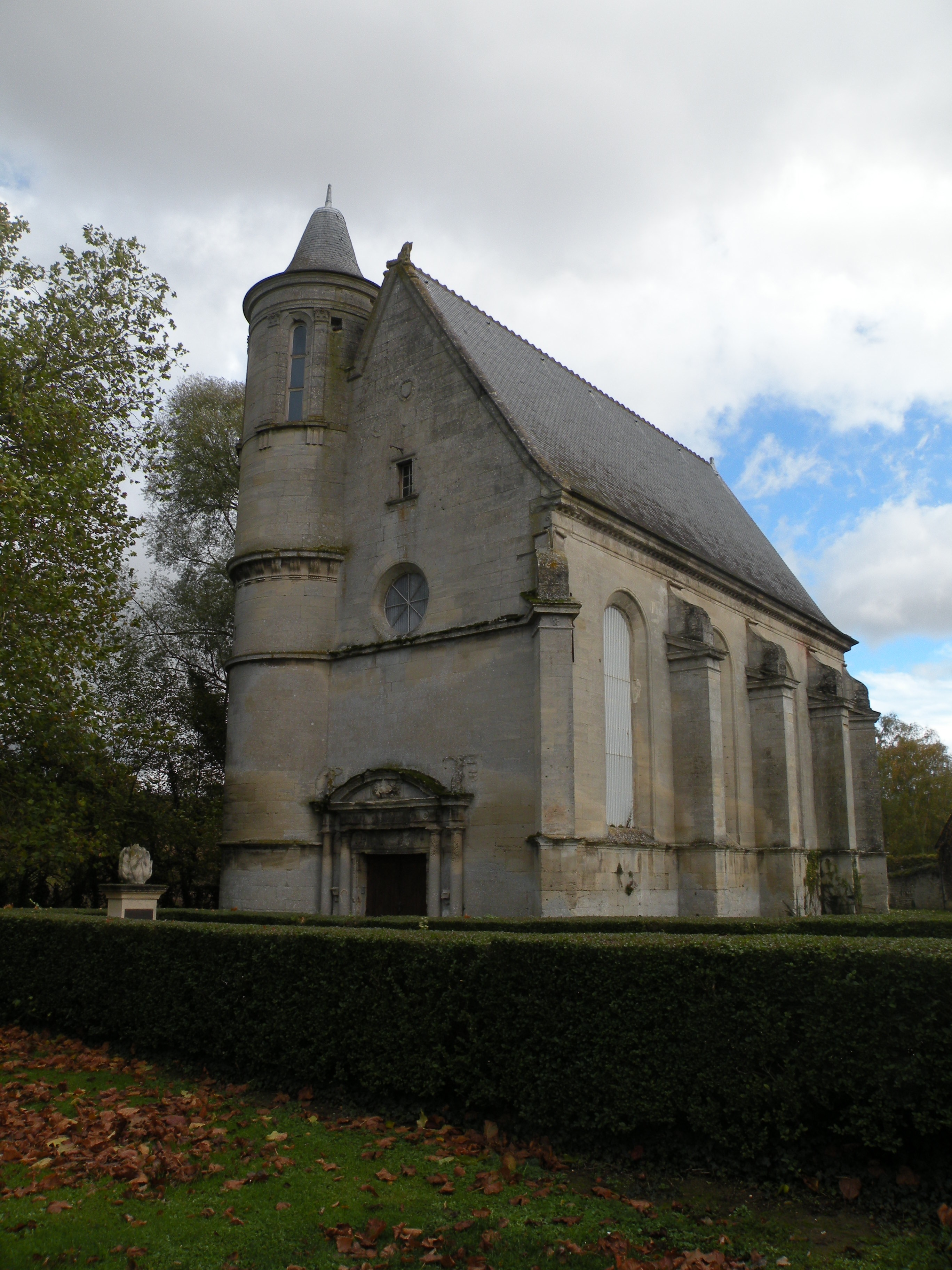
Kapelle in Château Rouge

- Kirche Saint-Martin, Umbau einer romanischen Kirche aus dem 12. Jahrhundert in flamboyanter Gotik des 16. Jahrhunderts, mit achteckigem Turm und altem Kreuzrippengewölbe, 1920 als Monument historique klassifiziert[2][3]
- im Jahr 1625 für den Grafen Gilles de Fay errichtete Kapelle Sainte-Restitute in Château Rouge, mit seitlichem Laternentürmchen, 1961 als Monument historique klassifiziert, im Zweiten Weltkrieg am 27. August 1944 Ort eines Massakers von Angehörigen der SS an Widerstandskämpfern, die einen Hinterhalt bereitet hatten[4][5]
- Kriegerdenkmal

## Persönlichkeiten
- André Siméon (1893–1970), Filmschauspieler, in Cauvigny geboren.